# Rossas (Vieira do Minho)
Rossas is een plaats (freguesia) in de Portugese gemeente Vieira do Minho en telt 2071 inwoners (2001).